# ヴィオリカ・ウルスレアク

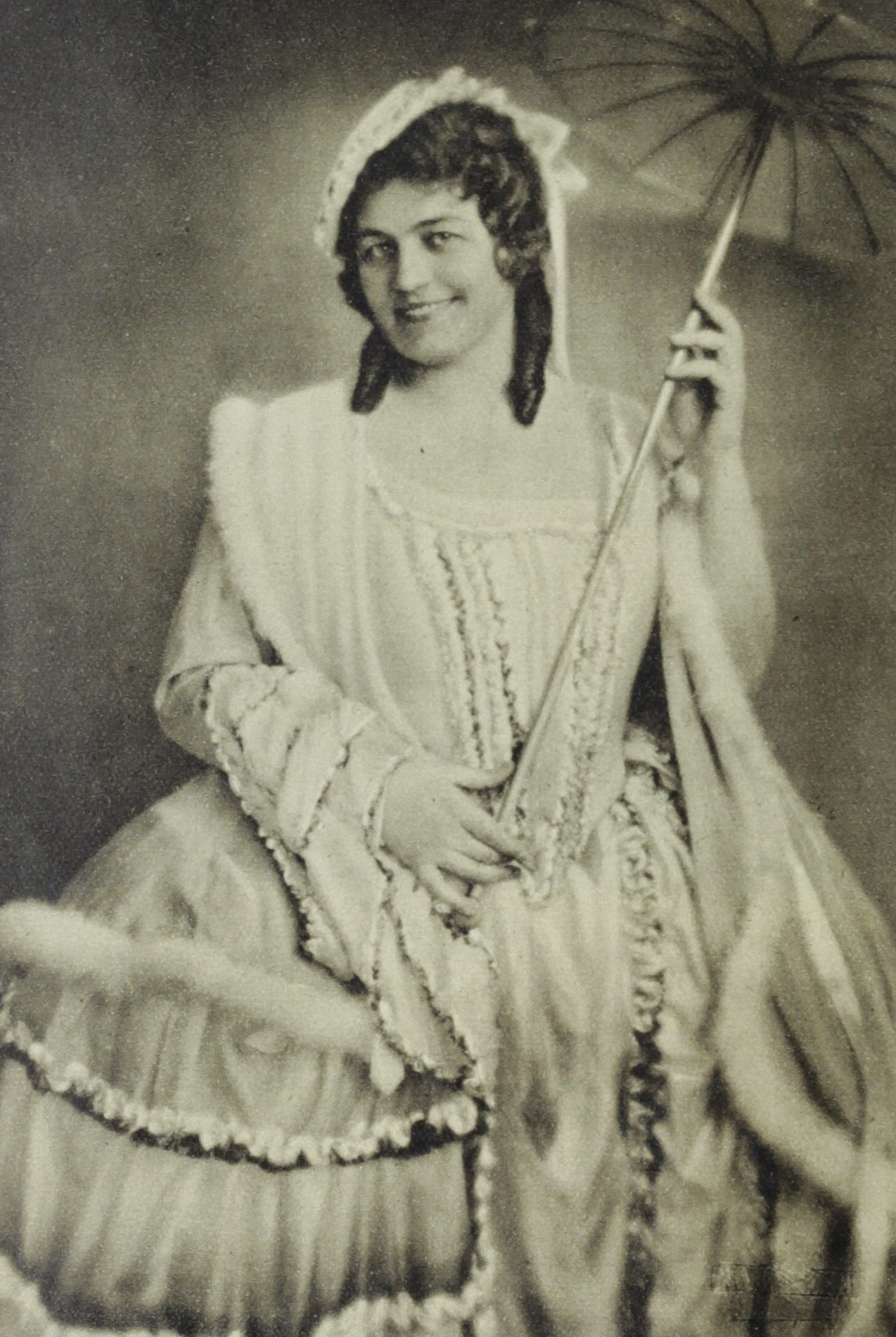
『コジ・ファン・トゥッテ』のフィオルディリージ（1932年）

ヴィオリカ・ウルスレアク（Viorica Ursuleac, 1894年3月24日 - 1985年10月22日）は、ルーマニア出身のソプラノ歌手。
ルーマニア王国領チェルナウツィに生まれる。ウィーンでフィリップ・フォルステンとフリッツ・スタイナー、ベルリンでリリ・レーマンの薫陶を受け、1922年にアグラムにおいてジュール・マスネの『ウェルテル』でシャルロッテ役を歌ってデビューを飾った。その後しばらく地元で歌手活動を続けたが、1924年から1926年までウィーン・フォルクスオーパーの専属歌手となり、1926年にフランクフルト歌劇場に移籍した。1930年から1935年までウィーン国立歌劇場、1935年から1937年までベルリン国立歌劇場、1937年以降はミュンヘンを中心に活躍した。1934年にはロンドンのコヴェント・ガーデンにも登場している。
フランクフルト歌劇場時代にクレメンス・クラウスと結婚し、リヒャルト・シュトラウスの『アラベラ』、『平和の日』、『カプリッチョ』などの初演に参加し、シュトラウスをして「信頼できる歌手の中でも最も信頼できる」と言わしめた。
夫の没後は歌手活動から退き、1959年からザルツブルクのモーツァルテウムで教鞭をとった。
チロル州のエールヴァルトで没した。